# Chrysomelinae
Los crisomelinos (Chrysomelinae) son una subfamilia de coleópteros de la familia de los crisomélidos. Hay unas 3.000 especies en todo el mundo. Miden 3-14 mm. Son convexas, redondeadas u ovaladas, generalmente de colores brillantes. 
Una de las especias más conocidas es Leptinotarsa decemlineata, el escarabajo de la patata, una seria plaga de cultivos.

## Tribus
- Chrysomelini -
- Gonioctenini -
- Phyllocharitini -
- Timarchini

## Géneros

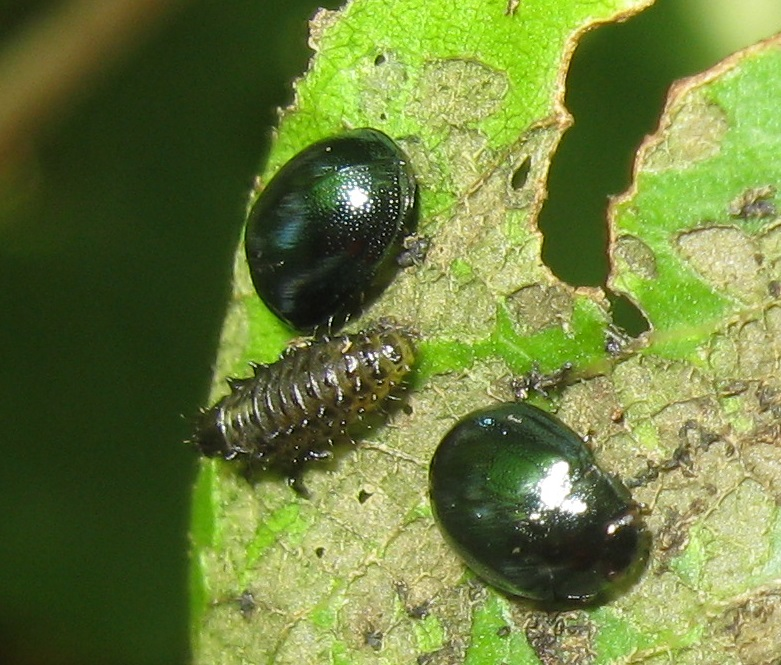
Plagiodera versicolora, larva y adultos

- Alfius - Allocharis - Aphilon - Caccomolpus - Cecchiniola - Chalcolampra - Chrysomela - Chrysolina - Colaphus - Colaspidema - Crosita - Cyrtonastes - Cyrtonogetus - Cyrtonus - Dicranosterna - Entomoscelis - Gastrophysa - Gonioctena - Hydrothassa - Labidomera -Leptinotarsa - Linaedea - Machomena - Oomela - Oreina - Paropsis - Peltoschema - Phaedon - Phratora - Plagiodera - Plagiosterna - Prasocuris - Sclerophaedon - Timarcha - Timarchida - Trachymela - Zygogramma[1]